# 歐特 (神話)
歐特（古諾斯語：。其他寫法︰Ott，Oter，Otr，Ottar，Ottarr，Otter）是北歐神話中的一名侏儒，他是赫瑞德瑪（Hreidmar）的次子，法夫納（Fafnir）和雷金（Regin）的兄弟。
在《詩體埃達》中描述他能變化為水獺的外型捕魚，一日被路過的洛基（Loki）殺掉，不知情的洛基還帶著奧丁（Odin）和海尼爾（Honir）來到赫瑞德瑪的家，希望他幫忙烹煮獵到的水獺。看到兒子屍體的父親自然怒不可遏，赫瑞德瑪施展法術困住奧丁和海尼爾，要求洛基必須光腳去尋找可以蓋住水獺皮的財寶做為賠償，這是一個困難的要求，因為歐特的水獺皮可以無限延伸。
洛基強奪侏儒安德瓦利（Andvari）所擁有的寶藏來償還，憤怒的安德瓦利因此對寶藏中的一只戒指安德華拉諾特（Andvarinaut）下詛咒，讓持有寶藏和戒指的人都將受到無限的災禍。而這批受阻咒的財寶在日後就被改稱為「歐特的寶藏」。